# Lilla Ryllshyttsjön
Lilla Ryllshyttsjön var en sjö, som numera ingår i Ryllshytte sandmagasin tillhörande Garpenbergs gruva, i Hedemora kommun i Dalarna och ingår i Dalälvens huvudavrinningsområde.